# 穆萨·马祖
欧沃·穆萨·马佐（Ouwo Moussa Maâzou，1988年8月25日—），是一名尼日尔职业足球运动员，司职前锋。现在效力于中国足球超级联赛球队长春亚泰。

## 俱乐部生涯
马佐在尼日尔武装部队开始职业足球生涯。 2005/06赛季，他射进17球。 2006/07赛季，他在34次出场中射进20球。 2008年1月，马佐转会到比利时球队洛克伦，并在加盟球队后的前九场比赛射进六球。
2009年1月3日，马佐和俄罗斯足球超级联赛球队莫斯科中央陆军签约，转会费为480万欧元。他被立即重新租借到洛克伦到2009年7月1日。不过当莫斯科中央陆军进入欧联杯十六强后，他在2009年3月12日被召回，注册参加联赛。 2010年1月，他被租借到法国球队摩纳哥六个月。 2010年6月，他又被租借到另一支法国球队波尔多一年。 2011年1月，在波尔多决定提前终止他的租借合同后，马佐被重新租借到摩纳哥半年。 不过，在仅仅代表球队上场一次后，他就在训练中遭遇严重膝伤，被迫接受手术。 2011年夏季，伤愈的马佐被租借到比利时球队瓦雷根。2012年2月，他又被租借到法国球队勒芒半年。
2012年夏季，马佐和突尼斯球队沙希爾星签约三年。 2013年7月，他和沙希爾星提前中止合同，并和葡萄牙球队吉马良斯维多利亚签约。 2014年8月，他转会到另一支葡萄牙球队馬里迪莫。 2015年2月，马佐加盟中国足球超级联赛球队长春亚泰。